# Космос 133
Космос 133 е първият експериментален съветски космически кораб от типа „Союз“. Това е модификацията Союз 7К-ОК и е кораб № 2, а на борда му се намирал манекен.

## Полет
Програмата предвиждала да се изпробва скачване с другия „Союз 7К-ОК № 1“, който трябвало да бъде изстрелян по-късно.
Първият космически кораб (с № 2) стартира на 28 ноември 1966 г. в 11:00:00 от площадка № 31 на космодрума Байконур и му е даден пореден № 133 от спътниците серия Космос. В случай на неуспех е щял да бъде оставен без номер. Излизането му в орбита става без проблеми.
Няколко часа по-късно Космос 133 по неизвестни причини се включва двигателят му и изразходва в рамките на 15 минути почти всичкото си гориво, предвидено за скачването му. Космическият апарат започва да се върти с около 2 оборота в минута. При тези обстоятелства, целта на предварителната мисия вече е неосъществима и стартът на втория космически кораб е отменен.
Предприети са няколко опита за спиране на въртенето, но не е ясно дали командите се получават правилно от кораба. Решено е да се изпробва действието на системите за приземяване. Поради неточно подадена или грешно „разбрана“ команда от апаратурата спускаемия апарат се насочва за приземяване в Китай. Поради това е подадена команда за самоунищожение на апарата, а останки от него така и не са открити.

## Съдбата на първия „Союз“
Стартът на кораб № 1 е насрочен за 12 декември. След запалването на двигателите те заработват, но не на пълна мощност и ракетата-носител остава на стартовата площадка (№ 31). Повредата се оказва клапан за кислород, който попречил на всички двигатели да заработят правилно и да не достигнат мощност за извеждане на ракетата в космоса. Около половин час след това, по време на източване на горивото се възпламенява спасителната кула, ракетата е опожарена и избухва малко след това. Най-малко един човек е убит, а стартовата площадка е разрушена.